# Nicolaus Voigtel
Nicolaus Voigtel (ur. w 1658 r. we Freibergu w Saksonii, zm. 30 października 1713 r. w Eisleben) saksoński mierniczy i urzędnik kontroli skarbowej w zadłużonych kopalniach należących do rodu Mansfeldów oraz autor podręczników do geometrii i miernictwa dla górników. 

## Życie

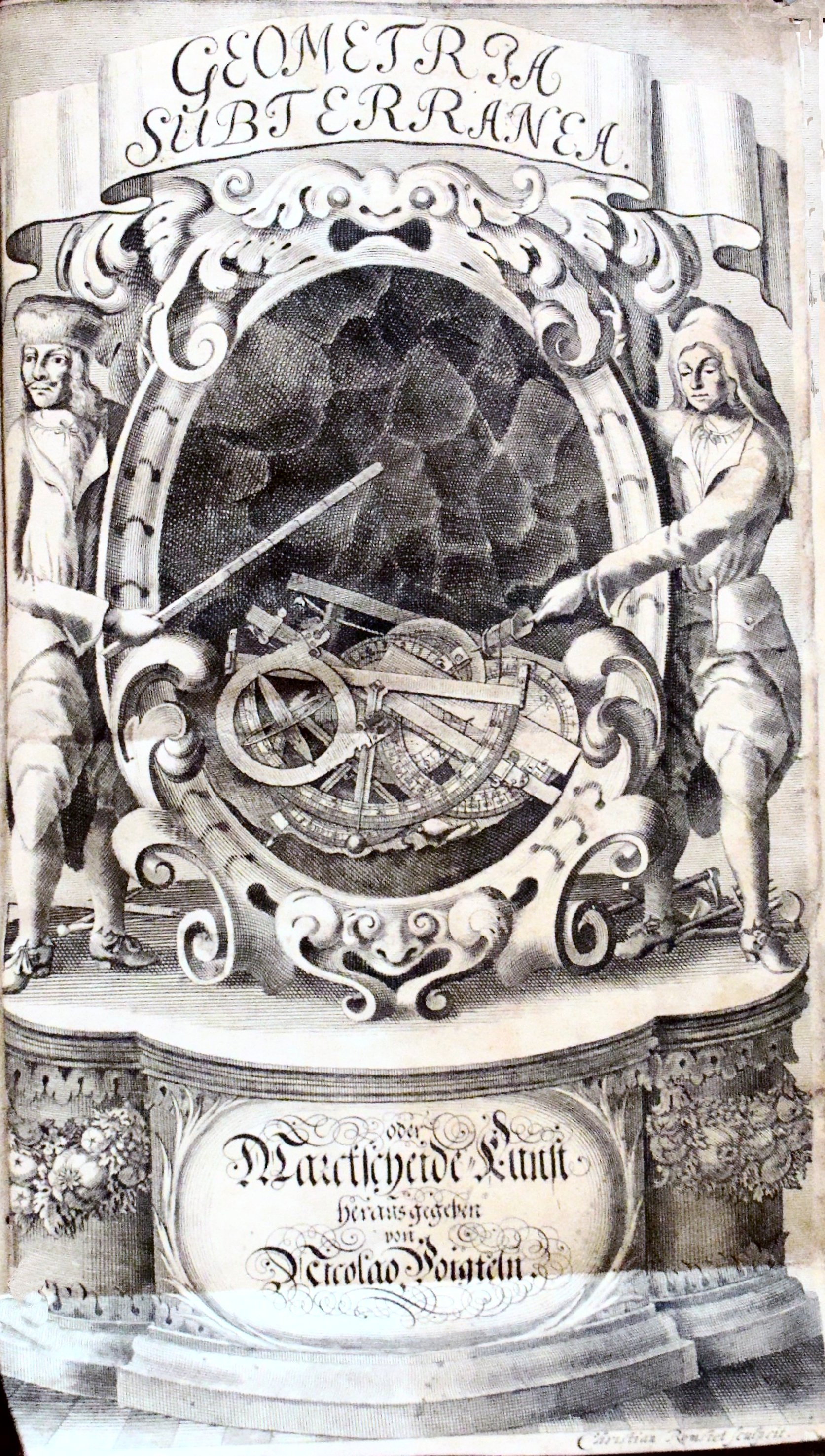
Okładka Geometra subterranea

O jego życiu wiadomo niewiele. Ojciec był górnikiem w kopalni należącej do rodu Mansfeldów. 
Nicolaus początkowo pracował jako saksoński kontroler finansowy w zadłużonych kopalniach Turyngii. Książę elektor Jan Jerzy III Wettyn 23 stycznia 1683 r. z dniem 2 marca przeniósł go na stanowisko finansowego administratora kopalni węgla, miedzi i srebra koło Mansfeld i Eisleben oraz Hettstedt w hrabstwie Mansfeld (Powiat Mansfeld-Südharz w Saksonii). Zapewne nowa funkcja skłoniła Nicolausa do szukania sposobów zaoszczędzenia pieniędzy przez wykonywanie potrzebnych prac kopalnianych (budowa i wytyczanie tuneli odwadniających i powietrznych) przy najmniejszym wysiłku i kosztach. Swoje doświadczenia przelał na papier. Jego książki – podręczniki miernictwa górniczego przyniosły mu rozgłos i znaczne pieniądze. W swoich dziełach, jako jeden z pierwszych, pokazał wielką użyteczność trygonometrii w pracach górniczych pod ziemią. 
O rodzinie Nicolausa wiadomo tylko tyle, że pozostawił po sobie syna o imieniu Traugott Gottlieb. Wiadomo to stąd, że tenże 10 listopada 1713 r., bezskutecznie próbował uzyskać wakujące stanowisko po swoim ojcu.

## Dzieła
- Geometria Subterranea oder Marckscheide-Kunst: darinnen gelehret wird Wie auff Bergwercken alle Klüffte und Gänge in Grund und am Tag gebracht/ auch solche von einander unterschieden werden sollen; so wohl Was bey Durchschlägen in Ersparung Kosten/ Bringung Wetters und Benehmung Wassers denen Zechen oder Gebäuden/ mit zubeoachten; Item/ Wie Streitigkeiten/ so sich unter miteinander schnürenden Gewercken offters zuereignen pflegen/ dem Maaße nach aus einander zusetzen; Sambt noch andern in nechstfolgendem Indice enthaltenen und zu dieser Kunst dienlichen Sachen; Allen Bergwercks-Liebenden zum Unterricht und versicherlichen Nutzen, Dietzel, Eisleben 1686 (Nachauflagen u. a. 1688, 1693)
- Perfectionirte Geometria subterranea, Oder Vollkommene Marck-Scheide Fortifications-Fester-Gebäude-Feldmessen- und Wasser-Leitungs-Kunst..., Leipzig, 1692
- Vermehrte Geometria Subterranea, oder Marckscheide-Kunst: darinnen gelehret wird, Wie auf Bergwercken alle Klüffte und Gänge in Grund und an Tag gebracht, und solche von einander unterschieden werden sollen; So wohl was bey Durchschlägen in Ersparung Kosten, Bringung Wetters und Benehmung Wassers denen Zechen oder Gebäuden, mit zu beobachten; Item, Wie Streitigkeiten, so sich unter miteinander schnürenden Gewercken öffters zu ereignen pflegen, dem Maaße nach auseinander zu setzen; Als auch Wie Wasser in Röhr- und Graben-Werck zu führen; Samt noch andern nach und nach experimentirten und darzu gebrachten, in nechstfolgenden Indice mit enthaltenen und zu dieser Kunst dienlichen Sachen / Allen Bergwercks-Liebenden zum Unterricht und versicherlichen Nutzen, Zum andern mahl herausgegeben durch Nicolaus Voigteln, Der Mannßfeld- und Eißleb- auch Hedtstettischen Bergwercke Zehendnern. Zum andern mahl herausgegeben, Rüdel, [Querfurt]; Leg, Eißleben 1713 (Nachauflage 1714)